# Altstadt (Erfurt)
Altstadt, Erfurt-Altstadt – dzielnica miasta Erfurt w Niemczech, w kraju związkowym Turyngia. 